# Benoît Sokal
Pour les articles homonymes, voir Sokal.
Benoît Sokal, né le 28 juin 1954 à Schaerbeek (région de Bruxelles-Capitale) et mort le 28 mai 2021 à Witry-lès-Reims (Marne, France), est un scénariste et dessinateur de bande dessinée belge. 
Il se fait d'abord connaître par sa série Les Enquêtes de l’inspecteur Canardo. À partir de la fin des années 1990, Benoît Sokal devient également concepteur de jeux en scénarisant et réalisant son premier jeu vidéo : L'Amerzone. Il poursuit dans cette voie avec plusieurs autres jeux, dont les plus remarqués sont la série des Syberia.

## Biographie

### Jeunesse
Benoît André Sokal naît le 28 juin 1954 à Schaerbeek, une commune bruxelloise,. Il apprend à aimer la bande dessinée grâce à Tania Vandesande de la librairie Pepperland à Bruxelles.
Après une année d'étude en médecine vétérinaire, il se réoriente. Il est formé à l’Institut Saint-Luc de Bruxelles à Bruxelles. Ses premiers travaux sont publiés dans la revue Le 9e rêve, dont le premier numéro est préfacé par André Franquin.

### Les débuts
À partir de 1978, il collabore à la revue belge (À Suivre). C’est à cette époque qu’il crée le personnage de L’Inspecteur Canardo, un canard désabusé qui traîne son spleen dans les pages du périodique (À suivre) puis dans un univers animalier, aux éditions Casterman. Vingt-cinq albums des aventures de Canardo sont publiés, certains dans plus de dix langues différentes. Il publie également, en 1988, un récit historique se déroulant pendant la guerre de Trente Ans, en collaboration avec Alain Populaire, Sanguine et, en 1995, Le Vieil Homme qui n'écrivait plus.

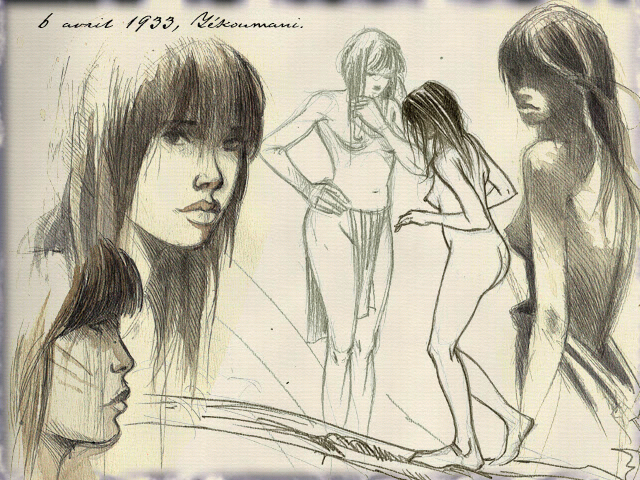
Capture d'écran du jeu L'Amerzone (1999), dessin de Sokal.

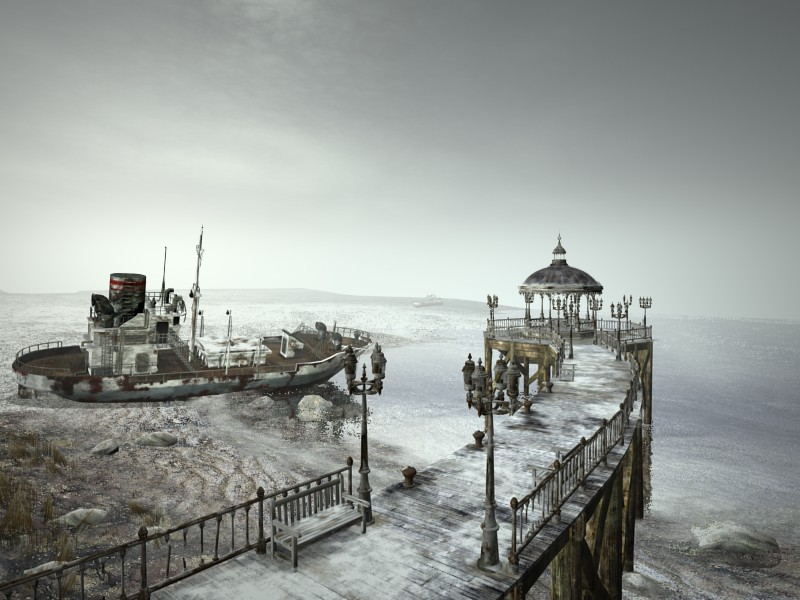
Capture d'écran du jeu Syberia (2002).

### Précurseur de jeux vidéo
Dans le domaine informatique, il est parmi les premiers à coloriser ses bandes dessinées à l’aide de l’ordinateur, en 1994. Il lance le projet de jeu vidéo L'Amerzone, pour lequel il est soutenu par sa maison d’édition, Casterman, qui trouve ensuite en Microïds le partenaire technique. Benoît Sokal consacre à ce titre près de quatre années de travail. L'Amerzone se vend à plus d’un million d’exemplaires. Sokal devient pendant quatre ans directeur artistique de Microïds.
L’artbook Amerzone : Souvenirs d'une expédition (novembre 1999) se situe dans l’univers de L'Amerzone. En 2002 paraît son deuxième jeu vidéo, Syberia, pour lequel il intervient à tous les niveaux de la création : scénario, game design, réalisation, graphismes, dialogues, etc. Il reçoit le titre de « personnalité de l’année » au Phénix Awards du jeu vidéo 2002, organisé par Mass Media, et Syberia est sacré « meilleur jeu d’aventure de l’année » aux États-Unis en 2002. En novembre de la même année, il publie chez Casterman, en collaboration avec Gérard Lemarié, Syberia : Esthétique du jeu, à la fois recueil de dessins et ébauche d’essai philosophique sur le jeu vidéo. Avril 2004 voit la sortie de Syberia II. Fin 2003, Benoît Sokal crée, en compagnie d’Olivier Fontenay et de Michel Bams, sa propre société de production, White Birds Productions, avec laquelle il crée Paradise en 2006 et L'Île noyée en 2007.
En 2006, Benoît Sokal est élevé au rang d’officier de l’ordre de Léopold II en Belgique. Il est également décoré chevalier des arts et lettres en France.

### Retour à la bande dessinée
Depuis 2008, il se consacre de nouveau à la bande dessinée avec notamment Kraa, dont le premier opus est publié en 2010. En janvier 2011 paraît le jeu vidéo L'Héritage secret : Les Aventures de Kate Brooks, dont il a créé le personnage principal. Fin 2012, Benoît Sokal annonce sa participation au futur jeu vidéo Syberia III (avec l’éditeur Anuman Interactive) et l’écriture du scénario pour 2013. Syberia III sort le 19 avril 2017 sur PC et la majeure partie des consoles.
En août 2019, un quatrième opus est annoncé avec pour titre Syberia : le monde d'avant sans indication de date de sortie. Depuis le 8 octobre 2020, une version de démonstration avec pour titre Syberia : The World Before Prologue est disponible sur les plates-formes Steam et GOG.com.
En compagnie de son ami François Schuiten, Benoît Sokal travaille sur Aquarica, une série fantastique en gestation depuis plusieurs années. En 2014, l’adaptation de cette histoire en bande dessinée est prise en charge par Benoit Sokal tandis que la réalisation cinématographique est confiée au cinéaste canadien Martin Villeneuve. Le premier tome sort en octobre 2017 aux éditions Rue de Sèvres. En 2019, Martin Villeneuve, en collaboration avec Sokal et Schuiten, réalisent un court métrage animé d'une minute, The Crab: Prelude to Aquarica, produit par L'Atelier Animation et par Item 7. Le film est présenté au marché du film du Festival de Cannes 2019 et doit faire l'objet d'un long métrage d'animation,.
En avril 2019, Benoit Sokal reçoit, au festival Cartoons on the Bay de Turin, le Puccinella career award 2019 pour l'ensemble de son travail dans le jeu vidéo.
L'artiste faisait partager ses univers également au travers d'expositions tenues en Belgique et en France.
Il meurt le 28 mai 2021, à Witry-lès-Reims, à l'âge de 66 ans des suites d'une longue maladie, il était occupé sur le quatrième opus de Syberia.

### Vie privée
Benoît Sokal était marié et demeurait à Reims. Son fils, Hugo, a scénarisé et mis en couleurs plusieurs albums de Canardo.

## Œuvres

### Albums de bande dessinée
- 1988 : Sanguine[43], en collaboration avec Alain Populaire, Casterman, coll. « Studio (À suivre) »  (ISBN 2-203-33822-9).
- 1990 : Silence, on tue !, Nathan (en collaboration avec François Rivière).
- 1995 : Le Vieil Homme qui n'écrivait plus[44], Casterman  (ISBN 2-203-33463-0) — Réédition en 2003  (ISBN 2-203-39109-X).

- 2017-2022 : Aquarica, Rue de Sèvres, adaptation en bande dessinée du projet de long métrage du même nom. Conçu en collaboration avec François Schuiten[18]. Le second tome, interrompu par la mort de Sokal, a été terminé par Schuiten[53].

### Collectifs
- Pepperland 1970 1980, Pepperland, Bruxelles, 1980
Scénario et dessin : collectif dont Benoît Sokal - Couleurs : noir et blanc,Artbook. BD hommage à librairie Pepperland, titrée en page 1 : 80 chats pour Tania, 10 ans pour Pepperland. Elle présente un historique de la librairie, des photos, des strips et des dessins de chats.
- Spécial Hergé[54] ! , Casterman, Tournai, avril 1983
Scénario : collectif - Dessin : collectif dont Benoît Sokal - Couleurs : quadrichromie,Réédition en 2003, sous le titre L'Hommage de la bande dessinée (ISBN 2-203-01713-9).
- Putinkon, le retour[55], P & T Production, 1994
Scénario : Éric Thomas - Dessin : collectif dont Benoît Sokal - Couleurs : collectif -  (ISBN 2-87265-033-4)
- Rire c'est rire[56], F.I.R., 1995
Scénario et couleurs : collectif - Dessin : collectif dont Benoît Sokal -  (ISBN 2-87265-046-6)
- La BD du 3e [millénaire][57], Loterie romande, décembre 1999
Scénario : collectif - Dessin : collectif dont Benoît Sokal - Couleurs : quadrichromie

### Artbooks
- 1999 : Benoît Sokal, Amerzone : Souvenirs d'une expédition, Casterman, novembre 1999, 48 p. (ISBN 978-2-203-38035-6).
- 2002 : Benoît Sokal et Gérard Lemarié, Syberia : Esthétique du jeu, Casterman, 2002, 63 p. (ISBN 978-2-203-34320-7).
- 2006 : Benoît Sokal et Gérard Pangon, Lost Paradise of Maurania, Casterman, mai 2006 (ISBN 978-2-203-34607-9).
- 2017 : Benoît Sokal et Sébastien Floch, Tout l'art de Syberia, Paris/New York, Huginn & Muninn, avril 2017, 170 p. (ISBN 978-2-36480-483-8).

### Revues
- Le 9e rêve, albums collectifs servant de recueil des travaux des élèves de l'école Saint-Luc à Bruxelles
- 1. 9e rêve no 1, Louis Musin, Bruxelles, 1978
Scénario : collectif - Dessin : collectif dont Benoît Sokal,Préface : André Franquin.
- 2. 9e rêve no 2, Édition des Archers, novembre 1978
Scénario : collectif - Dessin : collectif dont Benoît Sokal

### Jeux vidéo
- 1999 : L'Amerzone
- 2002 : Syberia
- 2004 : Syberia II
- 2006 : Paradise
- 2007 : L'Île noyée
- 2017 : Syberia III[58]
- 2022 : Syberia : Le Monde d'avant

### Expositions

#### Expositions individuelles
- De la BD au jeu vidéo[59], Ancien Collège des Jésuites de Reims, du 8 avril au 2 mai 2004 ;
- D'un monde à l'autre / BD et jeu vidéo[60], Quimper, 6 février au 12 mai 2018 ;
- L'Univers dessiné de Benoît Sokal[61], Reims du 25 février au 15 octobre 2022 ;
- Aquarica et Syberia, l’univers poétique de Benoît Sokal[62], Palais du Grand large, Saint-Malo du 3 au 6 juin 2022 ;

#### Expositions collectives
- L’Art dans le jeu vidéo – L’inspiration française[63], musée Art ludique, Paris du 25 septembre 2015 au 6 mars 2016.

## Réception

### Prix et distinctions
- 1981 : 
  -  Grand Prix de la Ville de Paris remis par Jacques Chirac pour Le Chien debout[64] ;
  -  prix Saint-Michel du meilleur scénario humoristique[65] pour Le Chien debout ;
- 1982 : 
  -  Milou de Marbre du meilleur album professionnel au Festival de Liège[64] ;
  -  Meilleure bande dessinée policière au festival de Reims pour La Marque de Raspoutine[64] ;
- 1996 :  prix spécial du festival de Lille organisé par la SMENO[66] ;
- 1999 :  prix Pixel-INA, catégorie « Jeu » au festival Imagina[67] pour L'Amerzone ;
- 2006 :  Chevalier de l'ordre des Arts et des Lettres[68],[9],[64] ;
- 2007 :  Officier de l'ordre de Léopold II[69],[70],[12]
- 2011 :  prix du meilleur album de l'année au festival international de la bande dessinée de Chambéry[71] pour l'album La Vallée perdue (Kraa) ;
- 2012 :  prix Polar de la Meilleure Série BD à Cognac[64],[72] pour l'album Une bavure bien baveuse ;
- 2019 :  Puccinella career award au festival Cartoons on the Bay de Turin, pour l'ensemble de son travail dans le jeu vidéo[19].